# محمد بن سعيد الخنيزي
محمد بن سعيد الخنيزي (ولد 2 فبراير 1925م في القطيف) شاعر سعودي يغلب على شعره التوجه الرومانسي. صدر له عدد من المؤلفات والدواوين الشعرية منها: «النغم الجريح»، وديوان «شيء اسمه الحب».

## النشأة والتعليم
- نشأ الخنيزي نشأة علمية على يد والده، وقد أدخله كتاب البريكي الذي يعد أفضل الكتاتيب في القطيف، فحفظ القرآن، وتعلم النحو، والمنطق، والفلسفة، وأصول الفقه.
- فقد البصر في إحدى عينيه وهو في سن السادسة من عمره بسبب الرمد.
- توفي والده وهو لم يبلغ العشرين من عمره.[2][1]

## العمل
- عمل محامياً من عام 1974م.[4]

## المؤلفات
| الإصدار                        | التاريخ | المصدر |
| ------------------------------ | ------- | ------ |
| النغم الجريح (شعر)             | 1961م   |        |
| شيء اسمه الحب (شعر)            | 1976م   |        |
| شمس بلا أفق (شعر)              | 1986م   |        |
| تهاويل عبقر (شعر)              | 1997م   |        |
| خيوط من الشمس: قصة وتاريخ      | 2000م   |        |
| الشعر ودوره في الحياة          | 2001م   |        |
| العبقري المغمور                | 2003م   |        |
| أضواء من النقد في الأدب العربي | 2004م   |        |
| أوراق متناثرة                  | 2007م   | [ 5 ]  |
| أشباح في الظلام                |         | [ 3 ]  |
| إيحاءات سماوية (شعر)           |         | [ 6 ]  |

## التكريم
- كُرم في منتدى حوار الحضارات في القطيف عام 2010م.[7]
- كُرم في منتدى الكوثر الأدبي في القطيف عام 2018م.[8]
- كُرم في منتدى الخط الحضاري في القطيف عا 2022م.[9]
- كُرم في جمعية التنمية الأهلية في القطيف في مهرجان «شيخ الشعراء: قرن من العطاء»، في يونيو 2022م؛ تقديراً لمسيرته الأدبية والاجتماعية.[10]

## صدر عنه
كتاب «شيخ الشعراء: قرن من العطاء» إعداد: محمد بن أحمد الزاير. صدر عام 2022م.

## وصلات خارجية
- الخنيزي مع الأستاذ محمد القشعمي 1